# Coluro

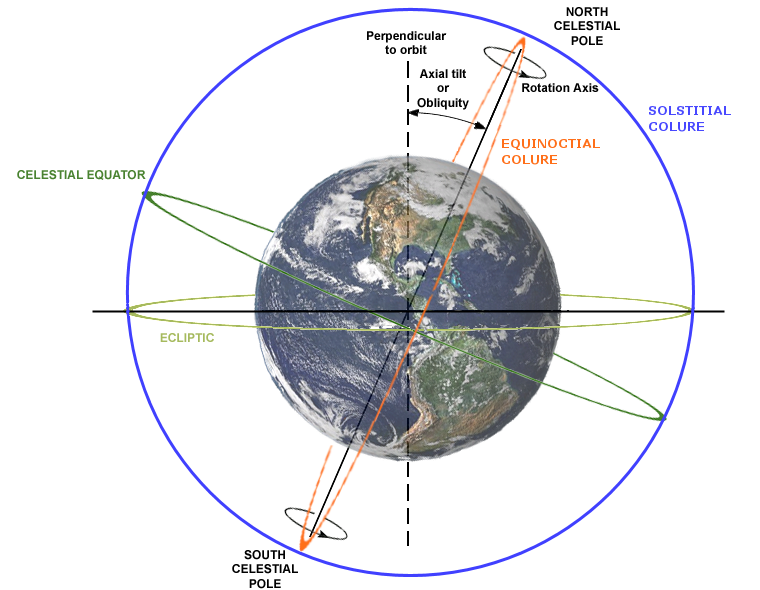
El coluro equinoccial y el coluro solsticial

En astronomía, se llama coluro a cada uno de los dos meridianos principales de la esfera celeste, uno de los cuales pasa a través de los polos celestes y los puntos del equinoccio (coluro equinoccial), y el otro pasa a través de los polos celestes y los puntos del solsticio (coluro solsticial).
Sin embargo, algunas veces se utiliza coluro como plano perpendicular a la eclíptica que contiene el vector normal a la eclíptica con origen el centro de la Tierra.